# 塞爾西
塞爾西（英語：Selsey）是英格蘭西薩塞克斯的一個城鎮。塞爾西目前只有一條路通往外界。